# Sindanghayu (Saketi)
Sindanghayu is een bestuurslaag in het regentschap Pandeglang van de provincie Banten, Indonesië. Sindanghayu telt 4297 inwoners (volkstelling 2010).